# رود هنزه
رود هنزه (اردو: دریائے ہنزہ) رود اصلی منطقه هنزه در گلگت-بلتستان پاکستان است. این رود از تلاقی آبریز چپورسان و گردنه خنجراب که از یخچال طبیعی تغذیه می‌شوند، شکل گرفته‌است. رودهای گلگت و نالتار پیش از پیوستن رود هنزه به رود سند به این رود می‌پیوندند.
رود هنزه با بریدن رشته‌کوه قره‌قروم از شمال به جنوب جاری است و شاهراه قره‌قروم در امتداد دره آن جاری است.
بر روی بخش‌هایی از مسیر این رود سد ساخته شده‌است.
زمین‌لغزش عطاآباد در ژانویه ۲۰۱۰ دره هنزه را به‌طور کامل مسدود کرد و دریاچه جدیدی که دریاچه عطاآباد یا دریاچه گوجال نامیده می‌شود، به طول ۳۰ کیلومتر تشکیل شد. این زمین‌لغزش بخش‌هایی از شاهراه قره‌قروم را به‌طور کامل پوشاند.